# مارتن راسيل (كاتب)
مارتن راسيل (بالإنجليزية: Martin Russ)‏ هو كاتب أمريكي، ولد في 14 فبراير 1931، وتوفي في 6 ديسمبر 2010.